# 比利亚罗亚德洛斯皮纳雷斯
比利亚罗亚德洛斯皮纳雷斯，是西班牙阿拉贡自治区特鲁埃尔省的一个市镇。总面积66平方公里，总人口197人（2001年），人口密度3人/平方公里。